# أندري نيتو
أندري نيتو (بالبرتغالية: Andrei Netto‏) هو صحفي وكاتب برازيلي، ولد في 1977 في Ijuí ‏ في البرازيل.